# 10395 Jirkahorn
10395 Jirkahorn è un asteroide della fascia principale. Scoperto nel 1997, presenta un'orbita caratterizzata da un semiasse maggiore pari a 2,4452178 UA e da un'eccentricità di 0,1189500, inclinata di 2,71331° rispetto all'eclittica.
È stato così chiamato in onore di Jirí Horn, astronomo.